# Tour de France 2022/17. Etappe
Die 17. Etappe der Tour de France 2022 fand am 20. Juli 2022 statt und endete mit der vierten und vorletzten Bergankunft der 109. Austragung des französischen Etappenrennens. Die Strecke führte von Saint-Gaudens über 129,7 Kilometer nach Peyragudes (1580 m) und war damit abseits der beiden Zeitfahren und der Abschluss-Etappe von Paris, der kürzeste Tagesabschnitt im Jahr 2022. Mit dem Col d’Aspin (1490 m), Hourquette d’Ancizan (1564 m) und Col de Val Louron-Azet (1580 m) mussten vor dem Schlussanstieg drei Pyrenäen-Pässe absolviert werden. Nach der Zielankunft hatten die Fahrer insgesamt 2859 Kilometer absolviert, was 85,4 % der Gesamtdistanz der Rundfahrt entsprach.

## Streckenführung
Der neutralisierte Start erfolgte in Saint-Gaudens auf der Rue des Compagnons du Tour de France vor dem Gerichtsgebäude der Stadt. Anschließend verließen die Fahrer den Startort und überquerten die Garonne auf der D8.
Der offizielle Start erfolgte nach 3,6 gefahrenen Kilometern auf der D8 in der Gemeinde Valentine. Anschließend ging es nahe der Neste in Richtung Westen, wo nach 32,9 Kilometern in La Barthe-de-Neste ein Zwischensprint ausgefahren wurde. Danach folgten die Fahrer der Neste im Vallée d’Aure weiter stromaufwärts und gelangten nach 53,6 flachen Kilometern nach Arreau, wo der Anstieg zum Col d’Aspin (1490 m) begann. Dieser Pass der 1. Kategorie wies auf einer Länge von 12 Kilometern eine durchschnittliche Steigung von 6,5 % auf und wurde 65,7 Kilometer nach dem Start passiert. Die anschließende Abfahrt führte bis zum Lac de Payolle, wo die Fahrer die breite D918 verließen und auf die schmalere D113 auffuhren. Diese führte auf den Hourquette d’Ancizan (1564 m), einen Anstieg der 2. Kategorie, der nach 81,6 Kilometern erreicht wurde. Auf seiner Länge von 8,2 Kilometern befand sich eine kurze Zwischenabfahrt, die die durchschnittliche Steigung auf 5,1 % senkte. Über die Abfahrt gelangten die Fahrer zurück ins Vallée d’Aure, wo sie nach Saint-Lary-Soulan fuhren. Hier begann die Straße erneut zu steigen und führte mit dem Col de Val Louron-Azet (1580 m) auf einen weiteren Pass der 1. Kategorie. Dieser stieg im Schnitt mit 6,8 % über 10,7 Kilometer und wurde 20,2 Kilometer vor dem Ziel passiert. Die Abfahrt führte über mehrere Serpentinen zum Lac de Génos-Loudenvielle, den die Fahrer umfuhren und dabei Loudenvielle passierten.
Wenig später begann der Schlussanstieg nach Peyragudes (1580 m), der über einen großen Teil des Col de Peyresourde (1569 m) verlief. Mit im Schnitt 7,8 % führte der Anstieg über acht Kilometer zum Ziel, wo eine Bergwertung der 1. Kategorie abgenommen wurde. Nach Steigungsprozenten von rund 8 % bogen die Fahrer rund 2,5 Kilometer vor dem Ziel von der D618 ab und fuhren über eine kleinere Nebenstraße zum Zielort. Die Straße begann nun stärker zu steigen und wies Steigungsprozente von über 10 % auf. Kurz vor dem Skiort Peyragudes, verließen die Fahrer die Straße und absolvierten die letzten rund 400 Meter auf der Start- und Landebahn des Altiport de Peyresourde-Balestas. Diese führte mit einer maximalen Steigung von 16 % ins Ziel.
|                            | Ort                    | Kilometer | Länge (km) | Höhe (m) | Ø Steigung |
| -------------------------- | ---------------------- | --------- | ---------- | -------- | ---------- |
| neutralisierter Start      | Saint-Gaudens          | 0-3,6     |            |          |            |
| offizieller Start          | Valentine              | 0         |            |          |            |
| Zwischensprint             | La Barthe-de-Neste     | 032,9     |            |          |            |
| Bergwertung (1. Kategorie) | Col d’Aspin            | 065,7     | 12,0       | 1490     | 6,5 %      |
| Bergwertung (2. Kategorie) | Hourquette d’Ancizan   | 081,6     | 08,2       | 1564     | 5,1 %      |
| Bergwertung (1. Kategorie) | Col de Val Louron-Azet | 109,5     | 10,7       | 1580     | 6,8 %      |
| Bergwertung (1. Kategorie) | Peyragudes             | 129,7     | 08,0       | 1580     | 7,8 %      |
| Ziel                       | Peyragudes             | 129,7     |            |          |            |

## Rennverlauf
Neben Tim Wellens (Lotto Soudal), der positive auf COVID-19 getestet wurde, nahm auch Rafał Majka (UAE Team Emirates) die Etappe nicht in Angriff. Somit verblieben dem Gesamtzweiten Tadej Pogačar (UAE Team Emirates) nur noch drei Helfer, da tags zuvor Marc Soler das Ziel nicht in dem vorgegebenen Zeitlimit erreicht hatte. In der Anfangsphase des Rennens kam es zu einer Vielzahl von Angriffen. Es bildete sich jedoch lange keine Ausreißergruppe und so erreichte das Feld geschlossen den Zwischensprint nach rund 33 Kilometern. In diesem setzte sich Jasper Philipsen (Alpecin-Deceuninck), doch dessen Rückstand auf Wout van Aert (Jumbo-Visma) in der Punktewertung jedoch bei über 200 Punkten blieb.
Im Anstieg des Col d’Aspin (1490 m) setzten sich schließlich mehrere Fahrer vom Hauptfeld ab. Thibaut Pinot (Groupama-FDJ) sicherte sich vor Alexei Luzenko (Astana Qazaqstan) die eisten Punkte, während Simon Geschke (Cofidis) mit einer kleinen Lücke Platz drei belegte und so seinen Vorsprung in der Bergwertung weiter ausbaute. Im Hauptfeld bestimmte Wout van Aert das Tempo, was dazu führte, dass sowohl Mikkel Bjerg als auch Marc Hirschi (beide UAE Team Emirates) zurückfielen. Anders als der Schweizer konnte Mikkel Bjerg jedoch wieder zum Peloton aufschließen und hielt anschließend das Tempo im Anstieg des Hourquette d’Ancizan (1564 m) hoch, wodurch nur noch rund 15 Fahrer in der Gruppe des Gesamtführenden verblieben. Mit Adam Yates, Thomas Pidcock (beide Ineos Grenadiers) und David Gaudu (Groupama-FDJ) hatten zudem drei Fahrer, die in den Top 10 der Gesamtwertung vertreten waren Schwierigkeiten dem Tempo zu folgen. Thibaut Pinot überquerte auch den Hourquette d’Ancizan als erster und schob sich somit in der Bergwertung auf den siebten Platz. Simon Geschke holte keine Punkte auf der Passhöhe. Nach der anschließenden Abfahrt wurden die Ausreißer im Anstieg des Col de Val Louron-Azet (1580 m) gestellt und Brandon McNulty (UAE Team Emirates) übernahm die Tempoarbeit. Der US-Amerikaner schlug so ein hohes Tempo an, dass alle anderen Gesamtklassement-Fahrer den Anschluss verloren und einzig sein Team-Leader Tadej Pogačar und der Gesamtführende Jonas Vingegaard (Jumbo-Visma) an seinem Hinterrad bleiben konnten. Kurz vor der Passhöhe griff Tadej Pogačar an konnte den Träger des Gelben Trikots jedoch nicht distanzieren.
In der Abfahrt schloss Brandon McNulty erneut zu den beiden Spitzenreitern auf und gab im anschließenden Anstieg nach Peyragudes (1580 m) erneut das Tempo vor. Jonas Vingegaard ließ sich von den beiden UAE Team Emirates Fahrern jedoch nicht abschütteln und so erreichte das Trio die Start- und Landebahn des Flugplatzes von Peyragudes. 300 Meter vor dem Ziel erhöhte zunächst Tadej Pogačar das Tempo, ehe Jonas Vingegaard auf der rund 15 % steilen Rampe selbst in die Offensive ging. Im Finale schob sich Tadej Pogačar jedoch erneut an dem Dänen vorbei und feierte nach der 6. und 7. Etappe seinen dritten Tagessieg. Mit Ausnahme der Bonussekunden machte der Slowene jedoch keine Zeit auf Jonas Vingegaard gut. Hinter Brandon McNulty, der das Ziel als dritter Fahrer erreichte und zum aktivsten Fahrer des Tages gewählt wurde, kam Geraint Thomas (Ineos Grenadiers) mit einem Rückstand von über zwei Minuten ins Ziel. Der Brite sicherte jedoch seinen dritten Gesamtrang ab, da Nairo Quintana (Arkéa-Samsic) als zehnter dreieinhalb Minuten verlor. Der große Verlierer der Etappe war Adam Yates, der rund neun Minuten verlor und in der Gesamtwertung auf den neunten Rang abrutschte. Während es in der Punktewertung zu keinen nennenswerten Veränderungen kam, schoben sich Jonas Vingegaard und Tadej Pogačar in der Bergwertung auf die Plätze zwei und drei und lagen nur noch 12 bzw. 28 Punkte hinter Simon Geschke. Fabio Felline (Astana Qazaqstan) erreichte das Ziel als einziger Starter nicht, womit noch 142 Fahrer in der Rundfahrt verblieben.

## Ergebnis
| \| Etappenergebnis \| Etappenergebnis \| Etappenergebnis \| Etappenergebnis \| Etappenergebnis \| \| Fahrer \| Fahrer \| Land \| Team \| Zeit \| \| --------------- \| ----------------- \| ---------------------- \| ---------------------------------- \| --------------- \| \| 1. \| Tadej Pogačar \| Slowenien \| UAE Team Emirates \| 3 h 25 min 51 s \| \| 2. \| Jonas Vingegaard \| Dänemark \| Jumbo-Visma \| + 0 s \| \| 3. \| Brandon McNulty \| Vereinigte Staaten \| UAE Team Emirates \| + 32 s \| \| 4. \| Geraint Thomas \| Vereinigtes Königreich \| Ineos Grenadiers \| + 2 min 07 s \| \| 5. \| Alexei Luzenko \| Kasachstan \| Astana Qazaqstan Team \| + 2 min 34 s \| \| 6. \| Romain Bardet \| Frankreich \| Team DSM \| + 2 min 38 s \| \| 7. \| David Gaudu \| Frankreich \| Groupama-FDJ \| + 3 min 27 s \| \| 8. \| Alexander Wlassow \| Russland \| Bora-Hansgrohe \| + 3 min 32 s \| \| 9. \| Louis Meintjes \| Südarfika \| Intermarché-Wanty-Gobert Matériaux \| + 3 min 32 s \| \| 10. \| Nairo Quintana \| Kolumbien \| Arkéa-Samsic \| + 3 min 32 s \| |                   |                        |                                    |                 |
| |                   |                        |                                    |                 |
| Quelle: ProCyclingStats |                   |                        |                                    |                 |
| Etappenergebnis |                   |                        |                                    |                 |
| Fahrer | Fahrer            | Land                   | Team                               | Zeit            |
| 1. | Tadej Pogačar     | Slowenien              | UAE Team Emirates                  | 3 h 25 min 51 s |
| 2. | Jonas Vingegaard  | Dänemark               | Jumbo-Visma                        | + 0 s           |
| 3. | Brandon McNulty   | Vereinigte Staaten     | UAE Team Emirates                  | + 32 s          |
| 4. | Geraint Thomas    | Vereinigtes Königreich | Ineos Grenadiers                   | + 2 min 07 s    |
| 5. | Alexei Luzenko    | Kasachstan             | Astana Qazaqstan Team              | + 2 min 34 s    |
| 6. | Romain Bardet     | Frankreich             | Team DSM                           | + 2 min 38 s    |
| 7. | David Gaudu       | Frankreich             | Groupama-FDJ                       | + 3 min 27 s    |
| 8. | Alexander Wlassow | Russland               | Bora-Hansgrohe                     | + 3 min 32 s    |
| 9. | Louis Meintjes    | Südarfika              | Intermarché-Wanty-Gobert Matériaux | + 3 min 32 s    |
| 10. | Nairo Quintana    | Kolumbien              | Arkéa-Samsic                       | + 3 min 32 s    |

## Gesamtstände
| \| Gesamtwertung \| Gesamtwertung \| Gesamtwertung \| Gesamtwertung \| Gesamtwertung \| \| Fahrer \| Fahrer \| Land \| Team \| Zeit \| \| ------------- \| ----------------- \| ---------------------- \| ---------------------------------- \| ---------------- \| \| 1. \| Jonas Vingegaard \| Dänemark \| Jumbo-Visma \| 67 h 53 min 54 s \| \| 2. \| Tadej Pogačar \| Slowenien \| UAE Team Emirates \| + 2 min 18 s \| \| 3. \| Geraint Thomas \| Vereinigtes Königreich \| Ineos Grenadiers \| + 4 min 56 s \| \| 4. \| Nairo Quintana \| Kolumbien \| Arkéa-Samsic \| + 7 min 53 s \| \| 5. \| David Gaudu \| Frankreich \| Groupama-FDJ \| + 7 min 57 s \| \| 6. \| Romain Bardet \| Frankreich \| Team DSM \| + 9 min 21 s \| \| 7. \| Louis Meintjes \| Südarfika \| Intermarché-Wanty-Gobert Matériaux \| + 9 min 24 s \| \| 8. \| Alexander Wlassow \| Russland \| Bora-Hansgrohe \| + 9 min 56 s \| \| 9. \| Adam Yates \| Vereinigtes Königreich \| Ineos Grenadiers \| + 14 min 33 s \| \| 10. \| Enric Mas \| Spanien \| Movistar Team \| + 16 min 35 s \| |                   |                        |                                    |                  |
| |                   |                        |                                    |                  |
| Quelle: ProCyclingStats |                   |                        |                                    |                  |
| Gesamtwertung |                   |                        |                                    |                  |
| Fahrer | Fahrer            | Land                   | Team                               | Zeit             |
| 1. | Jonas Vingegaard  | Dänemark               | Jumbo-Visma                        | 67 h 53 min 54 s |
| 2. | Tadej Pogačar     | Slowenien              | UAE Team Emirates                  | + 2 min 18 s     |
| 3. | Geraint Thomas    | Vereinigtes Königreich | Ineos Grenadiers                   | + 4 min 56 s     |
| 4. | Nairo Quintana    | Kolumbien              | Arkéa-Samsic                       | + 7 min 53 s     |
| 5. | David Gaudu       | Frankreich             | Groupama-FDJ                       | + 7 min 57 s     |
| 6. | Romain Bardet     | Frankreich             | Team DSM                           | + 9 min 21 s     |
| 7. | Louis Meintjes    | Südarfika              | Intermarché-Wanty-Gobert Matériaux | + 9 min 24 s     |
| 8. | Alexander Wlassow | Russland               | Bora-Hansgrohe                     | + 9 min 56 s     |
| 9. | Adam Yates        | Vereinigtes Königreich | Ineos Grenadiers                   | + 14 min 33 s    |
| 10. | Enric Mas         | Spanien                | Movistar Team                      | + 16 min 35 s    |

| Punktewertung | Punktewertung      | Punktewertung          | Punktewertung          | Punktewertung |
| Fahrer        | Fahrer             | Land                   | Team                   | Punkte        |
| ------------- | ------------------ | ---------------------- | ---------------------- | ------------- |
| 1.            | Wout van Aert      | Belgien                | Jumbo-Visma            | 416 P.        |
| 2.            | Tadej Pogačar      | Slowenien              | UAE Team Emirates      | 202 P.        |
| 3.            | Jasper Philipsen   | Belgien                | Alpecin-Deceuninck     | 196 P.        |
| 4.            | Mads Pedersen      | Dänemark               | Trek-Segafredo         | 158 P.        |
| 5.            | Fabio Jakobsen     | Niederlande            | Quick-Step Alpha Vinyl | 155 P.        |
| 6.            | Michael Matthews   | Australien             | BikeExchange-Jayco     | 133 P.        |
| 7.            | Christophe Laporte | Frankreich             | Jumbo-Visma            | 121 P.        |
| 8.            | Jonas Vingegaard   | Dänemark               | Jumbo-Visma            | 115 P.        |
| 9.            | Peter Sagan        | Slowakei               | TotalEnergies          | 104 P.        |
| 10.           | Fred Wright        | Vereinigtes Königreich | Bahrain Victorious     | 83 P.         |

| Bergwertung | Bergwertung      | Bergwertung            | Bergwertung                        | Bergwertung |
| Fahrer      | Fahrer           | Land                   | Team                               | Punkte      |
| ----------- | ---------------- | ---------------------- | ---------------------------------- | ----------- |
| 1.          | Simon Geschke    | Deutschland            | Cofidis                            | 64 P.       |
| 2.          | Jonas Vingegaard | Dänemark               | Jumbo-Visma                        | 52 P.       |
| 3.          | Tadej Pogačar    | Slowenien              | UAE Team Emirates                  | 46 P.       |
| 4.          | Giulio Ciccone   | Italien                | Trek-Segafredo                     | 41 P.       |
| 5.          | Louis Meintjes   | Südarfika              | Intermarché-Wanty-Gobert Matériaux | 39 P.       |
| 6.          | Neilson Powless  | Vereinigte Staaten     | EF Education-EasyPost              | 37 P.       |
| 7.          | Pierre Latour    | Frankreich             | TotalEnergies                      | 35 P.       |
| 8.          | Thibaut Pinot    | Frankreich             | Groupama-FDJ                       | 31 P.       |
| 9.          | Thomas Pidcock   | Vereinigtes Königreich | Ineos Grenadiers                   | 28 P.       |
| 10.         | Anthony Perez    | Frankreich             | Cofidis                            | 26 P.       |

| Nachwuchswertung | Nachwuchswertung   | Nachwuchswertung       | Nachwuchswertung                   | Nachwuchswertung  |
| Fahrer           | Fahrer             | Land                   | Team                               | Zeit              |
| ---------------- | ------------------ | ---------------------- | ---------------------------------- | ----------------- |
| 1.               | Tadej Pogačar      | Slowenien              | UAE Team Emirates                  | 67 h 56 min 12 s  |
| 2.               | Thomas Pidcock     | Vereinigtes Königreich | Ineos Grenadiers                   | + 30 min 05 s     |
| 3.               | Brandon McNulty    | Vereinigte Staaten     | UAE Team Emirates                  | + 58 min 21 s     |
| 4.               | Matteo Jorgenson   | Vereinigte Staaten     | Movistar Team                      | + 1 h 13 min 10 s |
| 5.               | Andreas Leknessund | Norwegen               | Team DSM                           | + 1 h 26 min 54 s |
| 6.               | Michael Storer     | Australien             | Groupama-FDJ                       | + 1 h 44 min 12 s |
| 7.               | Georg Zimmermann   | Deutschland            | Intermarché-Wanty-Gobert Matériaux | + 2 h 04 min 36 s |
| 8.               | Kevin Geniets      | Luxemburg              | Groupama-FDJ                       | + 2 h 15 min 27 s |
| 9.               | Fred Wright        | Vereinigtes Königreich | Bahrain Victorious                 | + 2 h 28 min 55 s |
| 10.              | Quinn Simmons      | Vereinigte Staaten     | Trek-Segafredo                     | + 2 h 38 min 07 s |

| Mannschaftswertung | Mannschaftswertung    | Mannschaftswertung           | Mannschaftswertung |
| Team               | Team                  | Land                         | Zeit               |
| ------------------ | --------------------- | ---------------------------- | ------------------ |
| 1.                 | Ineos Grenadiers      | Vereinigtes Königreich       | 203 h 51 min 41 s  |
| 2.                 | Groupama-FDJ          | Frankreich                   | + 31 min 39 s      |
| 3.                 | Jumbo-Visma           | Niederlande                  | + 47 min 41 s      |
| 4.                 | UAE Team Emirates     | Vereinigte Arabische Emirate | + 1 h 20 min 55 s  |
| 5.                 | Bora-Hansgrohe        | Deutschland                  | + 1 h 28 min 07 s  |
| 6.                 | Movistar Team         | Spanien                      | + 1 h 53 min 00 s  |
| 7.                 | Bahrain Victorious    | Bahrain                      | + 2 h 16 min 22 s  |
| 8.                 | Team DSM              | Niederlande                  | + 2 h 41 min 47 s  |
| 9.                 | Arkéa-Samsic          | Frankreich                   | + 2 h 59 min 24 s  |
| 10.                | EF Education-EasyPost | Vereinigte Staaten           | + 3 h 07 min 11 s  |

## Ausgeschiedene Fahrer
Die folgenden Fahrer sind aus der Tour ausgeschieden:
- Rafał Majka (UAE Team Emirates): wegen Muskelfaserriss im Oberschenkel nicht gestartet
- Tim Wellens (Lotto Soudal): wegen positivem Corona-Test nicht gestartet
- Fabio Felline (Astana Qazaqstan Team): während der Etappe aufgegeben